# Échelle de couleur Saybolt
L’échelle de couleur Saybolt est une échelle de comparaison visuelle de la couleur des liquides clairs et transparents. Elle varie entre +30 (quasiment clair) et -16 (jaune foncé). D'autres échelles, telles que l'échelle de couleur platine-cobalt et l'échelle de couleur Gardner, peuvent être utilisées selon la clarté de l'échantillon.

## Utilisation
L’échelle de couleur Saybolt permet de déterminer la couleur des produits pétroliers raffinés non artificiellement colorés, tels que les essences utilisées par l'aviation et les automobiles, les combustibles pour turbines à combustion, les essences lourdes et les kérosènes, les paraffines, les cires de pétrole et les huiles blanches. 

## Mesure
La détermination de la couleur peut se faire visuellement ou en utilisant un spectrophotomètre pour avoir un résultat plus précis,.